# Joseph Frys
Joseph Frys, né le 7 juillet 1906 à Tourcoing et mort le 14 avril 1987 à Roubaix, est un homme politique français.
Négociant en laine et créateur de la VPC dans le textile, ce biologiste puis directeur de centre de recherche scientifique est un gaulliste de la première heure.

## Biographie

### Dans les Forces françaises libres
Refusant la capitulation en 1940, il est l'un des premiers, à la fin du mois de juin 1940, après Dunkerque, à répondre à l’appel du 18 Juin. Il passe par l’Angleterre pour revenir en France, rejoint le dépôt de son régiment à Guingamp, est mis en demeure de rassembler les armes du dépôt et d’attendre l’armée allemande. Il refuse de s’avouer vaincu et va à Paimpol en Bretagne. Il y trouve un bateau de pêche et embarque avec 50 élèves de l’école de navigation de Paimpol. Il peut décider, pour passer les mailles, un officier de l’équipage de les conduire jusqu’à l’île-de-Bréhat où il habite. À la barbe des Allemands, avec l’aide de sa femme, il accepte de les conduire en Angleterre après avoir pris en remorque un autre bateau en panne.
Pour éviter des ennuis éventuels à sa famille, il prend pour la durée de la guerre l'identité de Joey Fry, de nationalité canadienne.
Il se met immédiatement à la disposition du général de Gaulle, de sorte qu’il se trouve parmi les « 400 » qui, le 14 juillet 1940 défilent devant le chef de la France libre, dans Victoria Street à Londres.
Son acte d’engagement dans les Forces françaises libres atteste de la validité de ses convictions gaullistes à servir son pays avec honneur et fidélité.
Par la suite, il fait partie de l’expédition de Dakar et débarque au Cameroun, du même bateau que De Gaulle a pris pour se rendre en Afrique. Affecté au célèbre "bataillon du Tchad", sous les ordres du colonel Leclerc, à Fort-Lamy et Fort-Archambault, son lieu d’attache, l’adjudant Joey Fry prend part aux opérations sur Mourzouk, Koufra et le Fezzan.
C’est à Koufra que le 2 mars 1941, Joseph Frys prête le serment, devenu historique, de ne déposer les armes qu’après avoir libéré Strasbourg. « Jurez de ne déposer les armes que lorsque nos couleurs, nos belles couleurs, flotteront sur la cathédrale de Strasbourg. »
Il participe plus tard à la libération de cette ville, après avoir débarqué dans le midi.

### Après la guerre
Démobilisé à la fin de la guerre, il reprend la vie de famille et sa filature de laine à Tourcoing. La recherche scientifique le passionne. Spécialisé en recherche sur l'exploration pacifique des radiations et de l'énergie nucléaire dans le but d'obtenir de nouvelles espèces végétales plus résistantes aux maladies et à plus de rendement.
Le retour du général de Gaulle le remet en selle : il est élu député sous la Ve République, des quatre premières législatures dans la 7e circonscription du Nord en 1958, en 1962, en 1967 et en 1968. Prenant ses distances avec la politique partisane après la mort du Général, il ne se représente pas en 1978.